# 埃爾斯沃思 (新罕布什爾州)
埃爾斯沃思（英語：Ellsworth）是一個位於美國新罕布什爾州格拉夫頓縣的鎮。

## 人口
根據2020年美國人口普查的數據，埃爾斯沃思的面積為55.80平方千米，當中陸地面積為55.50平方千米，而水域面積為0.30平方千米。當地共有人口93人，而人口密度為每平方千米2人。